# Scudo ovale
Lo scudo ovale, detto anche ancile, usato inizialmente in Italia, è stato poi adottato come forma standard per gli ecclesiastici e per le donne sposate.
Lo scudo ovale appuntato in basso è detto anche perale.
| |  |
| Costruzione dello scudo ovale appuntato per il regolamento della Consulta Araldica del Regno d'Italia. |  |

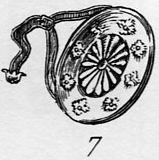
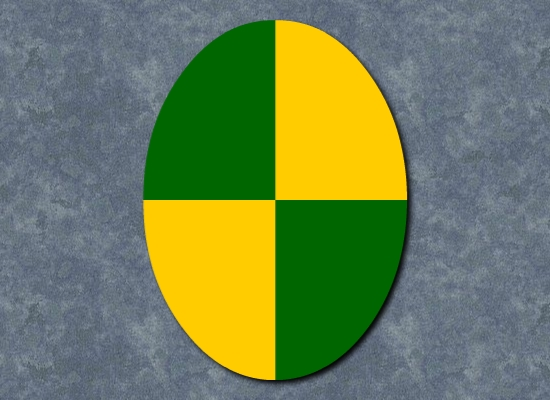
Inquartato di verde e d'oro
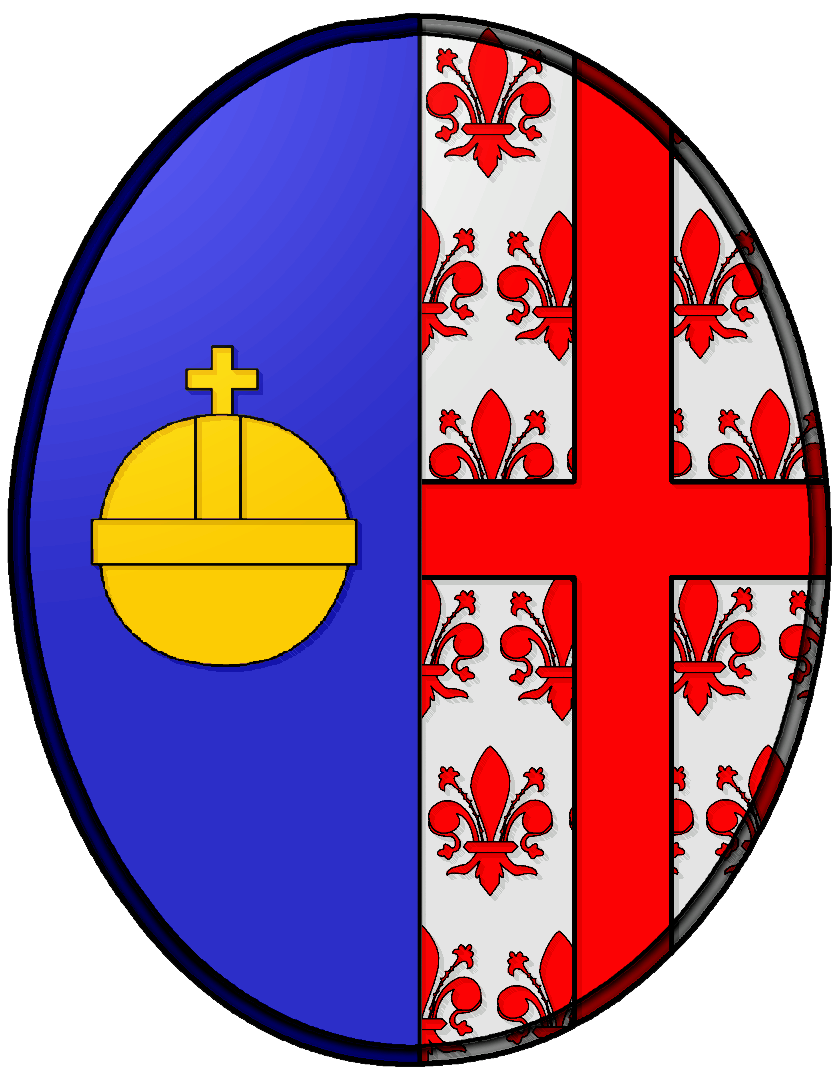
Stemma di istituto ecclesiastico (Istituto di Cristo Re Sommo Sacerdote)
Di rosso, alla decusse d'argento.